# Apt, Vaucluse
Apt (occitană At / Ate) este o comună în departamentul Vaucluse din sud-estul Franței. În 2009 avea o populație de 11.405 de locuitori.

## Evoluția populației
| An        | 1975   | 1982   | 1990   | 1999   | 2006   | 2009   |
| --------- | ------ | ------ | ------ | ------ | ------ | ------ |
| Populație | 11.288 | 11.496 | 11.506 | 11.172 | 11.229 | 11.405 |